# Elezioni comunali in Lombardia del 1990
Le elezioni comunali in Lombardia del 1990 si tennero il 6-7 maggio.

## Provincia di Milano

### Milano
| Partito                                                          | Partito                                     | Voti      | %     | Seggi | Differenza (%) | /       |
| ---------------------------------------------------------------- | ------------------------------------------- | --------- | ----- | ----- | -------------- | ------- |
|                                                                  | Democrazia Cristiana                        | 204 954   | 20,68 | 17    | 3,33           | 3       |
|                                                                  | Partito Comunista Italiano                  | 194 261   | 19,60 | 16    | 5,33           | 5       |
|                                                                  | Partito Socialista Italiano                 | 192 145   | 19,39 | 16    | 0,40           | Stabile |
|                                                                  | Lega Nord Lega Lombarda                     | 128 312   | 12,95 | 5     | -              | 5       |
|                                                                  | Partito Repubblicano Italiano               | 58 377    | 5,85  | 5     | 4,02           | 3       |
|                                                                  | Lista Verde                                 | 41 986    | 4,24  | 3     | 1,66           | 1       |
|                                                                  | Movimento Sociale Italiano-Destra Nazionale | 36 610    | 3,69  | 3     | 4,28           | 3       |
|                                                                  | Lista Pensionati                            | 34 963    | 3,53  | 3     | 2,56           | 3       |
|                                                                  | Partito Liberale Italiano                   | 26 401    | 2,66  | 2     | 0,87           | 1       |
|                                                                  | Verdi Arcobaleno                            | 19 951    | 2,01  | 1     | -              | 1       |
|                                                                  | Partito Socialista Democratico Italiano     | 16 352    | 1,65  | 1     | 1,33           | 1       |
|                                                                  | Democrazia Proletaria                       | 16 051    | 1,62  | 1     | 1,59           | 1       |
|                                                                  | Antiproibizionisti sulla droga              | 15 351    | 1,55  | 1     | -              | 1       |
|                                                                  | Verdi Autonomisti                           | 5 283     | 0,53  | 0     | -              | -       |
| Totale                                                           | Totale                                      | 990 997   | 100   | 80    |                |         |
| Votanti                                                          | Votanti                                     | 1 041 970 | 84,75 |       |                |         |
| Elettori                                                         | Elettori                                    | 1 229 449 | 100   |       |                |         |
| Fonte: Archivio storico delle elezioni - Ministero dell'Interno. |                                             |           |       |       |                |         |

### Abbiategrasso
| Partito                                                          | Partito                                     | Voti   | %     | Seggi | Differenza (%) | /       |
| ---------------------------------------------------------------- | ------------------------------------------- | ------ | ----- | ----- | -------------- | ------- |
|                                                                  | Democrazia Cristiana                        | 5 374  | 27,49 | 9     | 4,47           | 1       |
|                                                                  | Partito Comunista Italiano                  | 4 847  | 24,72 | 8     | 9,87           | 3       |
|                                                                  | Partito Socialista Italiano                 | 3 837  | 19,57 | 7     | 2,14           | 1       |
|                                                                  | Lega Nord Lega Lombarda                     | 2 716  | 13,85 | 4     | -              | 4       |
|                                                                  | Lista Verde-Verdi Arcobaleno                | 1 095  | 5,58  | 1     | -              | 1       |
|                                                                  | Partito Repubblicano Italiano               | 572    | 2,92  | 1     | 2,21           | Stabile |
|                                                                  | Partito Socialista Democratico Italiano     | 530    | 2,70  | 0     | 0,21           | 1       |
|                                                                  | Movimento Sociale Italiano-Destra Nazionale | 385    | 1,96  | 0     | 2,59           | 1       |
|                                                                  | Partito Liberale Italiano                   | 252    | 1,29  | 0     | 0,10           | Stabile |
| Totale                                                           | Totale                                      | 19 608 | 100   | 30    |                |         |
| Votanti                                                          | Votanti                                     | 20 547 | 91,38 |       |                |         |
| Elettori                                                         | Elettori                                    | 22 484 | 100   |       |                |         |
| Fonte: Archivio storico delle elezioni - Ministero dell'Interno. |                                             |        |       |       |                |         |

### Arcore
| Partito                                                          | Partito                                     | Voti   | %     | Seggi | Differenza (%) | /       |
| ---------------------------------------------------------------- | ------------------------------------------- | ------ | ----- | ----- | -------------- | ------- |
|                                                                  | Democrazia Cristiana                        | 3 718  | 34,75 | 12    | 3,11           | Stabile |
|                                                                  | Partito Socialista Italiano                 | 2 428  | 22,69 | 7     | 2,75           | 1       |
|                                                                  | Partito Comunista Italiano                  | 2 062  | 19,27 | 6     | 7,46           | 2       |
|                                                                  | Lista Verde-Verdi Arcobaleno                | 1 128  | 10,54 | 3     | -              | 3       |
|                                                                  | Partito Repubblicano Italiano               | 841    | 7,86  | 2     | 0,70           | Stabile |
|                                                                  | Partito Socialista Democratico Italiano     | 268    | 2,50  | 0     | 0,73           | 1       |
|                                                                  | Movimento Sociale Italiano-Destra Nazionale | 254    | 2,37  | 0     | 1,26           | 1       |
| Totale                                                           | Totale                                      | 10 699 | 100   | 30    |                |         |
| Votanti                                                          | Votanti                                     | 11 378 | 92,81 |       |                |         |
| Elettori                                                         | Elettori                                    | 12 260 | 100   |       |                |         |
| Fonte: Archivio storico delle elezioni - Ministero dell'Interno. |                                             |        |       |       |                |         |

### Arese
| Partito                                                          | Partito                                     | Voti   | %     | Seggi | Differenza (%) | /       |
| ---------------------------------------------------------------- | ------------------------------------------- | ------ | ----- | ----- | -------------- | ------- |
|                                                                  | Democrazia Cristiana                        | 3 656  | 29,49 | 10    | 3,76           | 2       |
|                                                                  | Partito Socialista Italiano                 | 3 382  | 27,28 | 9     | 0,52           | Stabile |
|                                                                  | Partito Comunista Italiano                  | 2 122  | 17,11 | 6     | 1,77           | Stabile |
|                                                                  | Lista Verde-Verdi Arcobaleno                | 1 347  | 10,86 | 3     | -              | 3       |
|                                                                  | Partito Repubblicano Italiano               | 922    | 7,44  | 2     | 11,14          | 4       |
|                                                                  | Movimento Sociale Italiano-Destra Nazionale | 346    | 2,79  | 0     | 0,46           | 1       |
|                                                                  | Partito Liberale Italiano                   | 330    | 2,66  | 0     | 0,30           | Stabile |
|                                                                  | Democrazia Proletaria                       | 160    | 1,29  | 0     | 0,98           | Stabile |
|                                                                  | Partito Socialista Democratico Italiano     | 134    | 1,08  | 0     | 0,48           | Stabile |
| Totale                                                           | Totale                                      | 12 399 | 100   | 30    |                |         |
| Votanti                                                          | Votanti                                     | 13 042 | 92,12 |       |                |         |
| Elettori                                                         | Elettori                                    | 14 157 | 100   |       |                |         |
| Fonte: Archivio storico delle elezioni - Ministero dell'Interno. |                                             |        |       |       |                |         |

### Bollate
| Partito                                                          | Partito                                     | Voti   | %     | Seggi | Differenza (%) | /       |
| ---------------------------------------------------------------- | ------------------------------------------- | ------ | ----- | ----- | -------------- | ------- |
|                                                                  | Partito Socialista Italiano                 | 8 644  | 28,69 | 12    | 3,77           | 1       |
|                                                                  | Partito Comunista Italiano                  | 8 606  | 28,56 | 12    | 5,58           | 3       |
|                                                                  | Democrazia Cristiana                        | 7 550  | 25,05 | 10    | 1,36           | 1       |
|                                                                  | Lista Verde                                 | 2 372  | 7,87  | 3     | -              | 3       |
|                                                                  | Democrazia Proletaria                       | 963    | 3,20  | 1     | 1,19           | Stabile |
|                                                                  | Movimento Sociale Italiano-Destra Nazionale | 832    | 2,76  | 1     | 0,78           | Stabile |
|                                                                  | Partito Repubblicano Italiano               | 808    | 2,68  | 1     | 0,85           | Stabile |
|                                                                  | Partito Socialista Democratico Italiano     | 359    | '1,19 | 0     | 0,95           | Stabile |
| Totale                                                           | Totale                                      | 30 134 | 100   | 40    |                |         |
| Votanti                                                          | Votanti                                     | 31 977 | 91,35 |       |                |         |
| Elettori                                                         | Elettori                                    | 35 004 | 100   |       |                |         |
| Fonte: Archivio storico delle elezioni - Ministero dell'Interno. |                                             |        |       |       |                |         |

### Bresso
| Partito                                                          | Partito                                     | Voti   | %     | Seggi | Differenza (%) | /       |
| ---------------------------------------------------------------- | ------------------------------------------- | ------ | ----- | ----- | -------------- | ------- |
|                                                                  | Democrazia Cristiana                        | 5 593  | 26,11 | 11    | 7,06           | 4       |
|                                                                  | Partito Socialista Italiano                 | 4 321  | 20,17 | 9     | 0,90           | 1       |
|                                                                  | Partito Comunista Italiano                  | 3 554  | 16,59 | 7     | 7,58           | 3       |
|                                                                  | Lega Nord Lega Lombarda                     | 2 226  | 10,39 | 4     | -              | 4       |
|                                                                  | Lista Civica                                | 1 608  | 7,51  | 3     | -              | 3       |
|                                                                  | Lista Verde-Verdi Arcobaleno                | 1 276  | 5,96  | 2     | -              | 2       |
|                                                                  | Partito Repubblicano Italiano               | 952    | 4,44  | 2     | 2,06           | 1       |
|                                                                  | Partito Socialista Democratico Italiano     | 766    | '3,58 | 1     | 0,88           | Stabile |
|                                                                  | Movimento Sociale Italiano-Destra Nazionale | 493    | 2,30  | 1     | 2,88           | 1       |
|                                                                  | Democrazia Proletaria                       | 430    | 2,01  | 0     | 1,14           | 1       |
|                                                                  | Partito Liberale Italiano                   | 202    | 0,94  | 0     | 0,62           | Stabile |
| Totale                                                           | Totale                                      | 21 421 | 100   | 40    |                |         |
| Votanti                                                          | Votanti                                     | 23 158 | 91,51 |       |                |         |
| Elettori                                                         | Elettori                                    | 25 278 | 100   |       |                |         |
| Fonte: Archivio storico delle elezioni - Ministero dell'Interno. |                                             |        |       |       |                |         |

### Brugherio
| Partito                                                          | Partito                                     | Voti   | %     | Seggi | Differenza (%) | /       |
| ---------------------------------------------------------------- | ------------------------------------------- | ------ | ----- | ----- | -------------- | ------- |
|                                                                  | Democrazia Cristiana                        | 8 027  | 38,96 | 13    | 1,74           | 1       |
|                                                                  | Partito Comunista Italiano                  | 4 862  | 23,60 | 8     | 6,37           | 2       |
|                                                                  | Partito Socialista Italiano                 | 3 578  | 17,37 | 5     | 3,74           | 1       |
|                                                                  | Lista Verde-Verdi Arcobaleno                | 2 232  | 10,83 | 3     | -              | 2       |
|                                                                  | Partito Repubblicano Italiano               | 979    | 4,75  | 1     | 0,31           | Stabile |
|                                                                  | Movimento Sociale Italiano-Destra Nazionale | 597    | 2,90  | 0     | 0,96           | 1       |
|                                                                  | Partito Socialista Democratico Italiano     | 327    | '1,59 | 0     | 0,45           | Stabile |
| Totale                                                           | Totale                                      | 20 600 | 100   | 30    |                |         |
| Votanti                                                          | Votanti                                     | 21 797 | 92,73 |       |                |         |
| Elettori                                                         | Elettori                                    | 23 506 | 100   |       |                |         |
| Fonte: Archivio storico delle elezioni - Ministero dell'Interno. |                                             |        |       |       |                |         |

### Buccinasco
| Partito                                                          | Partito                                     | Voti   | %     | Seggi | Differenza (%) | /       |
| ---------------------------------------------------------------- | ------------------------------------------- | ------ | ----- | ----- | -------------- | ------- |
|                                                                  | Partito Comunista Italiano                  | 4 274  | 32,99 | 11    | 0,41           | Stabile |
|                                                                  | Partito Socialista Italiano                 | 4 037  | 31,16 | 10    | 4,43           | 1       |
|                                                                  | Democrazia Cristiana                        | 2 629  | 20,29 | 6     | 1,10           | 1       |
|                                                                  | Partito Repubblicano Italiano               | 852    | 6,58  | 2     | 0,91           | 1       |
|                                                                  | Movimento Sociale Italiano-Destra Nazionale | 448    | 3,46  | 1     | 0,75           | Stabile |
|                                                                  | Democrazia Proletaria                       | 287    | 2,22  | 0     | 0,03           | Stabile |
|                                                                  | Partito Liberale Italiano                   | 220    | 1,70  | 0     | 0,51           | Stabile |
|                                                                  | Partito Socialista Democratico Italiano     | 207    | 1,60  | 0     | 3,91           | 1       |
| Totale                                                           | Totale                                      | 12 954 | 100   | 30    |                |         |
| Votanti                                                          | Votanti                                     | 13 761 | 92,45 |       |                |         |
| Elettori                                                         | Elettori                                    | 14 885 | 100   |       |                |         |
| Fonte: Archivio storico delle elezioni - Ministero dell'Interno. |                                             |        |       |       |                |         |

### Carate Brianza
| Partito                                                          | Partito                                     | Voti   | %     | Seggi | Differenza (%) | /       |
| ---------------------------------------------------------------- | ------------------------------------------- | ------ | ----- | ----- | -------------- | ------- |
|                                                                  | Democrazia Cristiana                        | 5 718  | 53,66 | 18    | 1,23           | 1       |
|                                                                  | Partito Comunista Italiano                  | 1 809  | 16,98 | 5     | 0,91           | Stabile |
|                                                                  | Partito Socialista Italiano                 | 1 796  | 16,85 | 5     | 4,18           | 1       |
|                                                                  | Partito Socialista Democratico Italiano     | 612    | 5,74  | 1     | 2,33           | Stabile |
|                                                                  | Partito Repubblicano Italiano               | 445    | 4,18  | 1     | 0,18           | Stabile |
|                                                                  | Movimento Sociale Italiano-Destra Nazionale | 275    | 2,59  | 0     | 1,02           | 1       |
| Totale                                                           | Totale                                      | 10 656 | 100   | 30    |                |         |
| Votanti                                                          | Votanti                                     | 11 476 | 92,67 |       |                |         |
| Elettori                                                         | Elettori                                    | 12 384 | 100   |       |                |         |
| Fonte: Archivio storico delle elezioni - Ministero dell'Interno. |                                             |        |       |       |                |         |

### Cassano d'Adda
| Partito                                                          | Partito                                     | Voti   | %     | Seggi | Differenza (%) | /       |
| ---------------------------------------------------------------- | ------------------------------------------- | ------ | ----- | ----- | -------------- | ------- |
|                                                                  | Democrazia Cristiana                        | 2 976  | 25,89 | 9     | 14,33          | 4       |
|                                                                  | Partito Comunista Italiano                  | 2 193  | 19,06 | 6     | 7,16           | 3       |
|                                                                  | Città per l'Uomo                            | 1 614  | 14,03 | 5     | -              | 5       |
|                                                                  | Partito Socialista Italiano                 | 1 317  | 11,45 | 4     | 0,17           | 1       |
|                                                                  | Lega Nord Lega Lombarda                     | 1 262  | 10,97 | 3     | -              | 3       |
|                                                                  | Lista Verde-Verdi Arcobaleno                | 591    | 5,14  | 1     | -              | 1       |
|                                                                  | Partito Socialista Democratico Italiano     | 359    | 3,12  | 1     | 5,23           | 1       |
|                                                                  | Lista Pensionati                            | 325    | 3,82  | 1     | -              | 1       |
|                                                                  | Partito Repubblicano Italiano               | 284    | 2,47  | 0     | 1,08           | 1       |
|                                                                  | Democrazia Proletaria                       | 228    | 1,98  | 0     | -              | -       |
|                                                                  | Movimento Sociale Italiano-Destra Nazionale | 208    | 1,81  | 0     | 2,33           | 1       |
|                                                                  | Partito Liberale Italiano                   | 149    | 1,29  | 0     | 0,17           | Stabile |
| Totale                                                           | Totale                                      | 11 506 | 100   | 30    |                |         |
| Votanti                                                          | Votanti                                     | 12 081 | 93,71 |       |                |         |
| Elettori                                                         | Elettori                                    | 12 892 | 100   |       |                |         |
| Fonte: Archivio storico delle elezioni - Ministero dell'Interno. |                                             |        |       |       |                |         |

### Cernusco sul Naviglio
| Partito                                                          | Partito                                     | Voti   | %     | Seggi | Differenza (%) | /       |
| ---------------------------------------------------------------- | ------------------------------------------- | ------ | ----- | ----- | -------------- | ------- |
|                                                                  | Democrazia Cristiana                        | 8 809  | 46,29 | 15    | 1,48           | 1       |
|                                                                  | Partito Comunista Italiano                  | 2 912  | 15,30 | 5     | 6,31           | 2       |
|                                                                  | Partito Socialista Italiano                 | 2 420  | 12,72 | 4     | 0,66           | Stabile |
|                                                                  | Lega Nord Lega Lombarda                     | 1 913  | 10,05 | 3     | -              | 3       |
|                                                                  | Lista Verde-Verdi Arcobaleno                | 1 564  | 8,22  | 2     | -              | 2       |
|                                                                  | Partito Repubblicano Italiano               | 588    | 3,09  | 1     | 1,26           | Stabile |
|                                                                  | Democrazia Proletaria                       | 318    | 1,67  | 0     | 1,09           | Stabile |
|                                                                  | Movimento Sociale Italiano-Destra Nazionale | 206    | 1,08  | 0     | 1,65           | Stabile |
|                                                                  | Partito Socialista Democratico Italiano     | 169    | 0,89  | 0     | 2,41           | 1       |
|                                                                  | Partito Liberale Italiano                   | 133    | 0,70  | 0     | 1,45           | Stabile |
| Totale                                                           | Totale                                      | 19 032 | 100   | 30    |                |         |
| Votanti                                                          | Votanti                                     | 19 895 | 93,09 |       |                |         |
| Elettori                                                         | Elettori                                    | 21 371 | 100   |       |                |         |
| Fonte: Archivio storico delle elezioni - Ministero dell'Interno. |                                             |        |       |       |                |         |

### Cesano Boscone
| Partito                                                          | Partito                                     | Voti   | %     | Seggi | Differenza (%) | /       |
| ---------------------------------------------------------------- | ------------------------------------------- | ------ | ----- | ----- | -------------- | ------- |
|                                                                  | Partito Socialista Italiano                 | 5 837  | 33,54 | 11    | 7,92           | 3       |
|                                                                  | Partito Comunista Italiano                  | 4 941  | 28,39 | 9     | 3,71           | 2       |
|                                                                  | Democrazia Cristiana                        | 3 817  | 21,94 | 7     | 1,04           | Stabile |
|                                                                  | Partito Repubblicano Italiano               | 892    | 5,13  | 1     | 0,15           | Stabile |
|                                                                  | Partito Socialista Democratico Italiano     | 897    | 4,93  | 1     | 2,55           | 1       |
|                                                                  | Movimento Sociale Italiano-Destra Nazionale | 604    | 3,47  | 1     | 1,20           | Stabile |
|                                                                  | Democrazia Proletaria                       | 453    | 2,60  | 0     | 0,31           | Stabile |
| Totale                                                           | Totale                                      | 17 401 | 100   | 30    |                |         |
| Votanti                                                          | Votanti                                     | 18 714 | 90,62 |       |                |         |
| Elettori                                                         | Elettori                                    | 20 651 | 100   |       |                |         |
| Fonte: Archivio storico delle elezioni - Ministero dell'Interno. |                                             |        |       |       |                |         |

### Cesano Maderno
| Partito                                                          | Partito                                     | Voti   | %     | Seggi | Differenza (%) | /       |
| ---------------------------------------------------------------- | ------------------------------------------- | ------ | ----- | ----- | -------------- | ------- |
|                                                                  | Democrazia Cristiana                        | 9 048  | 40,41 | 17    | 2,01           | 1       |
|                                                                  | Partito Socialista Italiano                 | 4 441  | 19,83 | 8     | 1,16           | Stabile |
|                                                                  | Partito Comunista Italiano                  | 4 040  | 18,04 | 8     | 2,54           | 1       |
|                                                                  | Verdi Alternativi                           | 1 674  | 7,48  | 3     | -              | 3       |
|                                                                  | Partito Socialista Democratico Italiano     | 1 512  | 6,75  | 2     | 0,09           | Stabile |
|                                                                  | Partito Repubblicano Italiano               | 805    | 3,60  | 1     | 2,10           | 1       |
|                                                                  | Movimento Sociale Italiano-Destra Nazionale | 522    | 2,33  | 1     | 1,52           | Stabile |
|                                                                  | Partito Liberale Italiano                   | 348    | 1,55  | 0     | 0,53           | Stabile |
| Totale                                                           | Totale                                      | 22 390 | 100   | 40    |                |         |
| Votanti                                                          | Votanti                                     | 23 964 | 92,93 |       |                |         |
| Elettori                                                         | Elettori                                    | 25 787 | 100   |       |                |         |
| Fonte: Archivio storico delle elezioni - Ministero dell'Interno. |                                             |        |       |       |                |         |

### Cinisello Balsamo
| Partito                                                          | Partito                                     | Voti   | %     | Seggi | Differenza (%) | /       |
| ---------------------------------------------------------------- | ------------------------------------------- | ------ | ----- | ----- | -------------- | ------- |
|                                                                  | Partito Comunista Italiano                  | 18 431 | 34,54 | 15    | 7,43           | 3       |
|                                                                  | Partito Socialista Italiano                 | 13 123 | 24,59 | 10    | 6,71           | 2       |
|                                                                  | Democrazia Cristiana                        | 11 705 | 21,94 | 9     | 2,48           | 1       |
|                                                                  | Lista Verde                                 | 4 318  | 8,09  | 3     | -              | 3       |
|                                                                  | Movimento Sociale Italiano-Destra Nazionale | 1 491  | 2,79  | 1     | 1,18           | Stabile |
|                                                                  | Partito Socialista Democratico Italiano     | 1 326  | 2,48  | 1     | 1,11           | Stabile |
|                                                                  | Partito Repubblicano Italiano               | 1 228  | 2,30  | 1     | 1,07           | Stabile |
|                                                                  | Democrazia Proletaria                       | 1 096  | 2,05  | 0     | 2,71           | 1       |
|                                                                  | Partito Liberale Italiano                   | 644    | 1,21  | 0     | 1,04           | Stabile |
| Totale                                                           | Totale                                      | 53 362 | 100   | 40    |                |         |
| Votanti                                                          | Votanti                                     | 56 875 | 92,50 |       |                |         |
| Elettori                                                         | Elettori                                    | 62 859 | 100   |       |                |         |
| Fonte: Archivio storico delle elezioni - Ministero dell'Interno. |                                             |        |       |       |                |         |

### Codogno
| Partito                                                          | Partito                                     | Voti   | %     | Seggi | Differenza (%) | /       |
| ---------------------------------------------------------------- | ------------------------------------------- | ------ | ----- | ----- | -------------- | ------- |
|                                                                  | Democrazia Cristiana                        | 3 641  | 34,90 | 12    | 4,36           | 1       |
|                                                                  | Partito Comunista Italiano                  | 2 170  | 20,80 | 7     | 8,06           | 2       |
|                                                                  | Partito Socialista Italiano                 | 1 930  | 18,50 | 6     | 5,64           | 2       |
|                                                                  | Lega Nord Lega Lombarda                     | 1 563  | 14,98 | 5     | -              | 5       |
|                                                                  | Mista di Sinistra                           | 299    | 2,87  | 0     | 0,03           | 1       |
|                                                                  | Partito Repubblicano Italiano               | 269    | 2,58  | 0     | 0,46           | 1       |
|                                                                  | Movimento Sociale Italiano-Destra Nazionale | 236    | 2,26  | 0     | 1,98           | 1       |
|                                                                  | Partito Socialista Democratico Italiano     | 188    | 1,80  | 0     | 2,03           | 1       |
|                                                                  | Partito Liberale Italiano                   | 138    | 1,32  | 0     | 0,86           | Stabile |
| Totale                                                           | Totale                                      | 10 434 | 100   | 30    |                |         |
| Votanti                                                          | Votanti                                     | 11 128 | 94,03 |       |                |         |
| Elettori                                                         | Elettori                                    | 11 834 | 100   |       |                |         |
| Fonte: Archivio storico delle elezioni - Ministero dell'Interno. |                                             |        |       |       |                |         |

### Cologno Monzese
| Partito                                                          | Partito                                     | Voti   | %     | Seggi | Differenza (%) | /       |
| ---------------------------------------------------------------- | ------------------------------------------- | ------ | ----- | ----- | -------------- | ------- |
|                                                                  | Partito Socialista Italiano                 | 11 171 | 31,71 | 14    | 1,44           | 1       |
|                                                                  | Partito Comunista Italiano                  | 8 759  | 24,87 | 10    | 4,85           | 3       |
|                                                                  | Democrazia Cristiana                        | 8 236  | 23,38 | 10    | 0,78           | 1       |
|                                                                  | Lista Verde                                 | 2 058  | 5,84  | 2     | 3,35           | 1       |
|                                                                  | Movimento Sociale Italiano-Destra Nazionale | 1 183  | 3,36  | 1     | 1,01           | Stabile |
|                                                                  | Verdi Arcobaleno                            | 1 063  | 3,02  | 1     | -              | 1       |
|                                                                  | Partito Repubblicano Italiano               | 1 056  | 3,00  | 1     | 0,74           | Stabile |
|                                                                  | Partito Socialista Democratico Italiano     | 941    | 2,67  | 1     | 0,25           | Stabile |
|                                                                  | Democrazia Proletaria                       | 507    | 1,44  | 0     | 1,55           | 1       |
|                                                                  | Partito Liberale Italiano                   | 250    | 0,71  | 0     | 0,20           | Stabile |
| Totale                                                           | Totale                                      | 35 224 | 100   | 40    |                |         |
| Votanti                                                          | Votanti                                     | 37 350 | 90,63 |       |                |         |
| Elettori                                                         | Elettori                                    | 41 211 | 100   |       |                |         |
| Fonte: Archivio storico delle elezioni - Ministero dell'Interno. |                                             |        |       |       |                |         |

### Cormano
| Partito                                                          | Partito                                     | Voti   | %     | Seggi | Differenza (%) | /       |
| ---------------------------------------------------------------- | ------------------------------------------- | ------ | ----- | ----- | -------------- | ------- |
|                                                                  | Partito Comunista Italiano                  | 4 344  | 32,31 | 10    | 7,83           | 3       |
|                                                                  | Democrazia Cristiana                        | 3 106  | 23,10 | 7     | 0,75           | Stabile |
|                                                                  | Partito Socialista Italiano                 | 2 816  | 20,95 | 7     | 2,34           | 1       |
|                                                                  | Lista Verde-Verdi Arcobaleno                | 1 378  | 10,25 | 3     |                | 3       |
|                                                                  | Partito Socialista Democratico Italiano     | 628    | 4,67  | 1     | 0,32           | Stabile |
|                                                                  | Democrazia Proletaria                       | 498    | 3,70  | 1     | 0,51           | Stabile |
|                                                                  | Movimento Sociale Italiano-Destra Nazionale | 498    | 3,70  | 1     | 0,51           | Stabile |
|                                                                  | Partito Repubblicano Italiano               | 261    | 1,94  | 0     | 2,28           | 1       |
| Totale                                                           | Totale                                      | 13 443 | 100   | 30    |                |         |
| Votanti                                                          | Votanti                                     | 14 206 | 92,01 |       |                |         |
| Elettori                                                         | Elettori                                    | 15 440 | 100   |       |                |         |
| Fonte: Archivio storico delle elezioni - Ministero dell'Interno. |                                             |        |       |       |                |         |

### Cornaredo
| Partito                                                          | Partito                                     | Voti   | %     | Seggi | Differenza (%) | /       |
| ---------------------------------------------------------------- | ------------------------------------------- | ------ | ----- | ----- | -------------- | ------- |
|                                                                  | Partito Comunista Italiano                  | 3 728  | 29,64 | 10    | 7,73           | 2       |
|                                                                  | Partito Socialista Italiano                 | 3 084  | 24,52 | 8     | 5,96           | 2       |
|                                                                  | Democrazia Cristiana                        | 3 056  | 24,30 | 8     | 6,19           | 1       |
|                                                                  | Lista Verde                                 | 860    | 6,84  | 2     |                | 2       |
|                                                                  | Lista Civica                                | 668    | 5,31  | 1     |                | 1       |
|                                                                  | Partito Repubblicano Italiano               | 387    | 3,08  | 1     | 0,95           | Stabile |
|                                                                  | Movimento Sociale Italiano-Destra Nazionale | 297    | 2,36  | 0     | -              | -       |
|                                                                  | Partito Liberale Italiano                   | 249    | 1,98  | 0     | 0,60           | Stabile |
|                                                                  | Partito Socialista Democratico Italiano     | 247    | 1,96  | 0     | 1,36           | 1       |
| Totale                                                           | Totale                                      | 12 576 | 100   | 30    |                |         |
| Votanti                                                          | Votanti                                     | 13 290 | 92,78 |       |                |         |
| Elettori                                                         | Elettori                                    | 14 324 | 100   |       |                |         |
| Fonte: Archivio storico delle elezioni - Ministero dell'Interno. |                                             |        |       |       |                |         |

### Corsico
| Partito                                                          | Partito                                     | Voti   | %     | Seggi | Differenza (%) | /       |
| ---------------------------------------------------------------- | ------------------------------------------- | ------ | ----- | ----- | -------------- | ------- |
|                                                                  | Partito Comunista Italiano                  | 10 523 | 38,89 | 17    | 6,16           | 3       |
|                                                                  | Partito Socialista Italiano                 | 5 976  | 22,09 | 9     | 2,63           | 1       |
|                                                                  | Democrazia Cristiana                        | 4 488  | 16,59 | 7     | 2,27           | Stabile |
|                                                                  | Lista Verde-Verdi Arcobaleno                | 2 744  | 10,14 | 4     |                | 4       |
|                                                                  | Partito Repubblicano Italiano               | 1 236  | 4,57  | 2     | 0,12           | 1       |
|                                                                  | Movimento Sociale Italiano-Destra Nazionale | 1 125  | 4,16  | 1     | 1,52           | 1       |
|                                                                  | Democrazia Proletaria                       | 530    | 1,96  | 0     | 1,34           | 1       |
|                                                                  | Partito Socialista Democratico Italiano     | 434    | 1,60  | 0     | 0,45           | Stabile |
| Totale                                                           | Totale                                      | 27 056 | 100   | 40    |                |         |
| Votanti                                                          | Votanti                                     | 28 830 | 90,42 |       |                |         |
| Elettori                                                         | Elettori                                    | 31 883 | 100   |       |                |         |
| Fonte: Archivio storico delle elezioni - Ministero dell'Interno. |                                             |        |       |       |                |         |

### Cusano Milanino
| Partito                                                          | Partito                                     | Voti   | %     | Seggi | Differenza (%) | /       |
| ---------------------------------------------------------------- | ------------------------------------------- | ------ | ----- | ----- | -------------- | ------- |
|                                                                  | Democrazia Cristiana                        | 4 477  | 28,99 | 9     | 1,33           | Stabile |
|                                                                  | Partito Comunista Italiano                  | 4 291  | 27,78 | 9     | 5,21           | 1       |
|                                                                  | Partito Socialista Italiano                 | 2 729  | 17,67 | 6     | 0,88           | Stabile |
|                                                                  | Lista Verde-Verdi Arcobaleno                | 1 547  | 10,02 | 3     | -              | 3       |
|                                                                  | Lista Civica                                | 1 036  | 6,71  | 2     | 3,63           | 1       |
|                                                                  | Movimento Sociale Italiano-Destra Nazionale | 513    | 3,32  | 1     | 1,67           | Stabile |
|                                                                  | Partito Repubblicano Italiano               | 399    | 2,58  | 0     | 2,24           | 1       |
|                                                                  | Democrazia Proletaria                       | 231    | 1,50  | 0     | 1,84           | 1       |
|                                                                  | Partito Socialista Democratico Italiano     | 222    | 1,44  | 0     | 3,72           | 1       |
| Totale                                                           | Totale                                      | 15 445 | 100   | 30    |                |         |
| Votanti                                                          | Votanti                                     | 16 252 | 91,48 |       |                |         |
| Elettori                                                         | Elettori                                    | 17 765 | 100   |       |                |         |
| Fonte: Archivio storico delle elezioni - Ministero dell'Interno. |                                             |        |       |       |                |         |

### Desio
| Partito                                                          | Partito                                     | Voti   | %     | Seggi | Differenza (%) | /       |
| ---------------------------------------------------------------- | ------------------------------------------- | ------ | ----- | ----- | -------------- | ------- |
|                                                                  | Democrazia Cristiana                        | 7 040  | 28,94 | 12    | 4,59           | 2       |
|                                                                  | Partito Socialista Italiano                 | 5 858  | 24,09 | 10    | 7,14           | 3       |
|                                                                  | Partito Comunista Italiano                  | 3 903  | 16,05 | 7     | 6,57           | 3       |
|                                                                  | Lega Nord Lega Lombarda                     | 3 209  | 13,19 | 5     | -              | 5       |
|                                                                  | Verdi Alternativi                           | 1 929  | 7,93  | 3     | -              | 3       |
|                                                                  | Partito Liberale Italiano                   | 718    | 2,95  | 1     | 1,01           | Stabile |
|                                                                  | Partito Socialista Democratico Italiano     | 683    | 2,81  | 1     | 7,90           | 3       |
|                                                                  | Partito Repubblicano Italiano               | 601    | 2,47  | 1     | 0,98           | Stabile |
|                                                                  | Movimento Sociale Italiano-Destra Nazionale | 381    | 1,57  | 0     | 1,70           | 1       |
| Totale                                                           | Totale                                      | 24 322 | 100   | 40    |                |         |
| Votanti                                                          | Votanti                                     | 25 480 | 93,62 |       |                |         |
| Elettori                                                         | Elettori                                    | 27 216 | 100   |       |                |         |
| Fonte: Archivio storico delle elezioni - Ministero dell'Interno. |                                             |        |       |       |                |         |

### Garbagnate Milanese
| Partito                                                          | Partito                                     | Voti   | %     | Seggi | Differenza (%) | /       |
| ---------------------------------------------------------------- | ------------------------------------------- | ------ | ----- | ----- | -------------- | ------- |
|                                                                  | Partito Comunista Italiano                  | 5 356  | 32,38 | 11    | 1,27           | 1       |
|                                                                  | Democrazia Cristiana                        | 5 061  | 30,59 | 10    | 6,99           | 3       |
|                                                                  | Partito Socialista Italiano                 | 4 342  | 26,25 | 8     | 1,06           | 1       |
|                                                                  | Partito Repubblicano Italiano               | 504    | 3,05  | 1     | 0,19           | Stabile |
|                                                                  | Movimento Sociale Italiano-Destra Nazionale | 465    | 2,81  | 0     | 0,49           | 1       |
|                                                                  | Democrazia Proletaria                       | 429    | 2,59  | 0     | 1,52           | 1       |
|                                                                  | Partito Socialista Democratico Italiano     | 385    | 2,33  | 0     | 0,23           | Stabile |
| Totale                                                           | Totale                                      | 16 542 | 100   | 30    |                |         |
| Votanti                                                          | Votanti                                     | 17 801 | 91,19 |       |                |         |
| Elettori                                                         | Elettori                                    | 19 520 | 100   |       |                |         |
| Fonte: Archivio storico delle elezioni - Ministero dell'Interno. |                                             |        |       |       |                |         |

### Giussano
| Partito                                                          | Partito                                     | Voti   | %     | Seggi | Differenza (%) | /       |
| ---------------------------------------------------------------- | ------------------------------------------- | ------ | ----- | ----- | -------------- | ------- |
|                                                                  | Democrazia Cristiana                        | 5 893  | 42,59 | 14    | 3,71           | 1       |
|                                                                  | Partito Socialista Italiano                 | 2 434  | 17,59 | 6     | 5,32           | 2       |
|                                                                  | Lista Civica                                | 1 821  | 13,16 | 4     | 7,86           | 3       |
|                                                                  | Partito Comunista Italiano                  | 1 345  | 9,72  | 3     | 6,36           | 2       |
|                                                                  | Partito Repubblicano Italiano               | 1 186  | 8,57  | 2     | 1,67           | Stabile |
|                                                                  | Democrazia Proletaria                       | 499    | 3,61  | 1     | 0,08           | Stabile |
|                                                                  | Partito Socialista Democratico Italiano     | 392    | 2,83  | 0     | 2,35           | 1       |
|                                                                  | Movimento Sociale Italiano-Destra Nazionale | 267    | 1,93  | 0     | 2,34           | 1       |
| Totale                                                           | Totale                                      | 13 837 | 100   | 30    |                |         |
| Votanti                                                          | Votanti                                     | 14 893 | 93,16 |       |                |         |
| Elettori                                                         | Elettori                                    | 15 986 | 100   |       |                |         |
| Fonte: Archivio storico delle elezioni - Ministero dell'Interno. |                                             |        |       |       |                |         |

### Gorgonzola
| Partito                                                          | Partito                                     | Voti   | %     | Seggi | Differenza (%) | /       |
| ---------------------------------------------------------------- | ------------------------------------------- | ------ | ----- | ----- | -------------- | ------- |
|                                                                  | Democrazia Cristiana                        | 4 443  | 39,34 | 13    | 0,93           | Stabile |
|                                                                  | Partito Socialista Italiano                 | 2 473  | 21,90 | 7     | 3,46           | 2       |
|                                                                  | Partito Comunista Italiano                  | 2 347  | 20,78 | 6     | 4,39           | 2       |
|                                                                  | Lista Verde Alternativa                     | 1 068  | 9,46  | 3     | -              | 3       |
|                                                                  | Partito Repubblicano Italiano               | 440    | 3,90  | 1     | 1,14           | Stabile |
|                                                                  | Movimento Sociale Italiano-Destra Nazionale | 294    | 2,60  | 0     | 0,59           | 1       |
|                                                                  | Partito Socialista Democratico Italiano     | 228    | 2,02  | 0     | 1,39           | 1       |
| Totale                                                           | Totale                                      | 11 293 | 100   | 30    |                |         |
| Votanti                                                          | Votanti                                     | 12 010 | 93,94 |       |                |         |
| Elettori                                                         | Elettori                                    | 12 785 | 100   |       |                |         |
| Fonte: Archivio storico delle elezioni - Ministero dell'Interno. |                                             |        |       |       |                |         |

### Lainate
| Partito                                                          | Partito                                 | Voti   | %     | Seggi | Differenza (%) | /       |
| ---------------------------------------------------------------- | --------------------------------------- | ------ | ----- | ----- | -------------- | ------- |
|                                                                  | Democrazia Cristiana                    | 4 713  | 34,10 | 10    | 4,76           | Stabile |
|                                                                  | Partito Comunista Italiano              | 4 088  | 29,58 | 9     | 4,25           | 2       |
|                                                                  | Partito Socialista Italiano             | 3 006  | 21,75 | 7     | 1,39           | 1       |
|                                                                  | Partito Socialista Democratico Italiano | 1 316  | 9,52  | 3     | 3,42           | 1       |
|                                                                  | Partito Repubblicano Italiano           | 452    | 3,27  | 0     | 1,36           | 1       |
|                                                                  | Partito Liberale Italiano               | 247    | 1,79  | 0     | 0,87           | Stabile |
| Totale                                                           | Totale                                  | 13 822 | 100   | 30    |                |         |
| Votanti                                                          | Votanti                                 | 15 029 | 91,91 |       |                |         |
| Elettori                                                         | Elettori                                | 16 351 | 100   |       |                |         |
| Fonte: Archivio storico delle elezioni - Ministero dell'Interno. |                                         |        |       |       |                |         |

### Legnano
| Partito                                                          | Partito                                     | Voti   | %     | Seggi | Differenza (%) | /       |
| ---------------------------------------------------------------- | ------------------------------------------- | ------ | ----- | ----- | -------------- | ------- |
|                                                                  | Democrazia Cristiana                        | 9 095  | 25,87 | 11    | 8,08           | 3       |
|                                                                  | Lega Nord Lega Lombarda                     | 7 606  | 21,63 | 10    | -              | 10      |
|                                                                  | Partito Socialista Italiano                 | 5 798  | 16,49 | 7     | 0,29           | Stabile |
|                                                                  | Partito Comunista Italiano                  | 5 185  | 14,75 | 4     | 9,81           | 4       |
|                                                                  | Lista Verde-Verdi Arcobaleno                | 2 711  | 7,71  | 3     | -              | 3       |
|                                                                  | Partito Socialista Democratico Italiano     | 1 499  | 4,26  | 1     | 1,11           | 1       |
|                                                                  | Partito Repubblicano Italiano               | 1 419  | 4,04  | 1     | 2,25           | 1       |
|                                                                  | Movimento Sociale Italiano-Destra Nazionale | 989    | 2,81  | 1     | 4,41           | 2       |
|                                                                  | Partito Liberale Italiano                   | 566    | 1,61  | 0     | 1,35           | 1       |
|                                                                  | Democrazia Proletaria                       | 294    | 0,84  | 0     | 2,02           | 1       |
| Totale                                                           | Totale                                      | 35 162 | 100   | 40    |                |         |
| Votanti                                                          | Votanti                                     | 36 826 | 91,01 |       |                |         |
| Elettori                                                         | Elettori                                    | 40 465 | 100   |       |                |         |
| Fonte: Archivio storico delle elezioni - Ministero dell'Interno. |                                             |        |       |       |                |         |

### Limbiate
| Partito                                                          | Partito                                     | Voti   | %     | Seggi | Differenza (%) | /       |
| ---------------------------------------------------------------- | ------------------------------------------- | ------ | ----- | ----- | -------------- | ------- |
|                                                                  | Partito Comunista Italiano                  | 6 075  | 28,22 | 12    | 8,77           | 4       |
|                                                                  | Partito Socialista Italiano                 | 5 887  | 27,34 | 11    | 4,92           | 2       |
|                                                                  | Democrazia Cristiana                        | 5 509  | 25,59 | 11    | 0,38           | Stabile |
|                                                                  | Lista Verde-Verdi Arcobaleno                | 1 936  | 8,99  | 3     | -              | 3       |
|                                                                  | Partito Socialista Democratico Italiano     | 813    | 3,78  | 1     | 0,13           | Stabile |
|                                                                  | Movimento Sociale Italiano-Destra Nazionale | 566    | 2,63  | 1     | 1,15           | Stabile |
|                                                                  | Democrazia Proletaria                       | 564    | 2,62  | 1     | 1,06           | 1       |
|                                                                  | Partito Liberale Italiano                   | 179    | 0,83  | 0     | 0,04           | Stabile |
| Totale                                                           | Totale                                      | 21 529 | 100   | 40    |                |         |
| Votanti                                                          | Votanti                                     | 22 997 | 91,15 |       |                |         |
| Elettori                                                         | Elettori                                    | 25 231 | 100   |       |                |         |
| Fonte: Archivio storico delle elezioni - Ministero dell'Interno. |                                             |        |       |       |                |         |

### Lissone
| Partito                                                          | Partito                                     | Voti   | %     | Seggi | Differenza (%) | / |
| ---------------------------------------------------------------- | ------------------------------------------- | ------ | ----- | ----- | -------------- | - |
|                                                                  | Democrazia Cristiana                        | 8 079  | 35,38 | 16    | 7,59           | 3 |
|                                                                  | Lega Nord Lega Lombarda                     | 4 320  | 18,92 | 8     | -              | 8 |
|                                                                  | Partito Socialista Italiano                 | 3 604  | 15,78 | 7     | 0,89           | 1 |
|                                                                  | Partito Comunista Italiano                  | 2 700  | 11,82 | 5     | 6,82           | 3 |
|                                                                  | Partito Repubblicano Italiano               | 1 500  | 6,57  | 2     | 2,47           | 1 |
|                                                                  | Lista Verde-Verdi Arcobaleno                | 1 436  | 6,29  | 2     | -              | 2 |
|                                                                  | Partito Liberale Italiano                   | 440    | 1,93  | 0     | 2,20           | 1 |
|                                                                  | Movimento Sociale Italiano-Destra Nazionale | 381    | 1,67  | 0     | 2,56           | 1 |
|                                                                  | Partito Socialista Democratico Italiano     | 375    | 1,64  | 0     | 1,95           | 1 |
| Totale                                                           | Totale                                      | 22 835 | 100   | 40    |                |   |
| Votanti                                                          | Votanti                                     | 23 903 | 92,75 |       |                |   |
| Elettori                                                         | Elettori                                    | 25 771 | 100   |       |                |   |
| Fonte: Archivio storico delle elezioni - Ministero dell'Interno. |                                             |        |       |       |                |   |

### Lodi
| Partito                                                          | Partito                                     | Voti   | %     | Seggi | Differenza (%) | /       |
| ---------------------------------------------------------------- | ------------------------------------------- | ------ | ----- | ----- | -------------- | ------- |
|                                                                  | Democrazia Cristiana                        | 9 308  | 23,59 | 13    | 12,42          | 2       |
|                                                                  | Partito Comunista Italiano                  | 5 515  | 17,53 | 7     | 7,14           | 3       |
|                                                                  | Partito Socialista Italiano                 | 5 365  | 17,06 | 7     | 0,98           | Stabile |
|                                                                  | Lega Nord Lega Lombarda                     | 3 953  | 12,57 | 5     | -              | 5       |
|                                                                  | Partito Socialista Democratico Italiano     | 1 858  | 5,91  | 2     | 0,46           | Stabile |
|                                                                  | Lista Verde-Verdi Arcobaleno                | 1 520  | 4,83  | 2     | -              | 2       |
|                                                                  | Partito Repubblicano Italiano               | 1 464  | 4,65  | 2     | 1,11           | Stabile |
|                                                                  | Lista Pensionati                            | 797    | 2,53  | 1     | -              | 1       |
|                                                                  | Movimento Sociale Italiano-Destra Nazionale | 730    | 2,32  | 1     | 1,60           | 1       |
|                                                                  | Partito Liberale Italiano                   | 587    | 1,87  | 0     | 0,52           | Stabile |
|                                                                  | Democrazia Proletaria                       | 360    | 1,14  | 0     | 1,63           | 1       |
| Totale                                                           | Totale                                      | 31 457 | 100   | 40    |                |         |
| Votanti                                                          | Votanti                                     | 33 000 | 92,15 |       |                |         |
| Elettori                                                         | Elettori                                    | 35 811 | 100   |       |                |         |
| Fonte: Archivio storico delle elezioni - Ministero dell'Interno. |                                             |        |       |       |                |         |

### Meda
| Partito                                                          | Partito                                     | Voti   | %     | Seggi | Differenza (%) | /       |
| ---------------------------------------------------------------- | ------------------------------------------- | ------ | ----- | ----- | -------------- | ------- |
|                                                                  | Democrazia Cristiana                        | 4 891  | 33,46 | 11    | 7,74           | 3       |
|                                                                  | Lega Nord Lega Lombarda                     | 3 248  | 22,22 | 7     | -              | 7       |
|                                                                  | Partito Socialista Italiano                 | 2 295  | 15,70 | 5     | 4,62           | 1       |
|                                                                  | Partito Comunista Italiano                  | 2 121  | 14,51 | 4     | 7,83           | 3       |
|                                                                  | Lista Ecologista                            | 705    | 4,82  | 1     | -              | 1       |
|                                                                  | Partito Repubblicano Italiano               | 557    | 3,81  | 1     | 1,72           | Stabile |
|                                                                  | Partito Socialista Democratico Italiano     | 491    | 3,36  | 1     | 1,86           | Stabile |
|                                                                  | Movimento Sociale Italiano-Destra Nazionale | 310    | 2,12  | 0     | 1,91           | 1       |
| Totale                                                           | Totale                                      | 14 618 | 100   | 30    |                |         |
| Votanti                                                          | Votanti                                     | 15 285 | 93,18 |       |                |         |
| Elettori                                                         | Elettori                                    | 16 403 | 100   |       |                |         |
| Fonte: Archivio storico delle elezioni - Ministero dell'Interno. |                                             |        |       |       |                |         |

### Melegnano
| Partito                                                          | Partito                                     | Voti   | %     | Seggi | Differenza (%) | /       |
| ---------------------------------------------------------------- | ------------------------------------------- | ------ | ----- | ----- | -------------- | ------- |
|                                                                  | Partito Comunista Italiano                  | 4 006  | 32,50 | 11    | 4,74           | 1       |
|                                                                  | Democrazia Cristiana                        | 3 734  | 30,29 | 10    | 0,32           | Stabile |
|                                                                  | Partito Socialista Italiano                 | 2 396  | 19,44 | 6     | 1,65           | Stabile |
|                                                                  | Lista Verde-Verdi Arcobaleno                | 984    | 7,98  | 2     | -              | 2       |
|                                                                  | Partito Repubblicano Italiano               | 352    | 2,86  | 1     | 1,21           | Stabile |
|                                                                  | Partito Socialista Democratico Italiano     | 309    | 2,51  | 0     | 0,26           | Stabile |
|                                                                  | Movimento Sociale Italiano-Destra Nazionale | 304    | 2,47  | 0     | 0,68           | 1       |
|                                                                  | Democrazia Proletaria                       | 242    | 1,96  | 0     | 0,92           | Stabile |
| Totale                                                           | Totale                                      | 12 327 | 100   | 30    |                |         |
| Votanti                                                          | Votanti                                     | 13 064 | 92,34 |       |                |         |
| Elettori                                                         | Elettori                                    | 14 147 | 100   |       |                |         |
| Fonte: Archivio storico delle elezioni - Ministero dell'Interno. |                                             |        |       |       |                |         |

### Melzo
| Partito                                                          | Partito                                     | Voti   | %     | Seggi | Differenza (%) | /       |
| ---------------------------------------------------------------- | ------------------------------------------- | ------ | ----- | ----- | -------------- | ------- |
|                                                                  | Democrazia Cristiana                        | 4 154  | 31,77 | 11    | 1,39           | Stabile |
|                                                                  | Partito Comunista Italiano                  | 3 387  | 25,90 | 10    | 6,72           | 2       |
|                                                                  | Partito Socialista Italiano                 | 2 132  | 16,30 | 5     | 0,03           | Stabile |
|                                                                  | Lista Verde-Verdi Arcobaleno                | 1 087  | 8,21  | 2     | -              | 2       |
|                                                                  | Lista Pensionati                            | 684    | 5,23  | 1     | -              | 1       |
|                                                                  | Democrazia Proletaria                       | 603    | 4,61  | 1     | 1,54           | 1       |
|                                                                  | Partito Repubblicano Italiano               | 599    | 4,58  | 1     | 0,18           | Stabile |
|                                                                  | Movimento Sociale Italiano-Destra Nazionale | 430    | 3,29  | 0     | 0,65           | 1       |
| Totale                                                           | Totale                                      | 13 076 | 100   | 30    |                |         |
| Votanti                                                          | Votanti                                     | 13 889 | 92,48 |       |                |         |
| Elettori                                                         | Elettori                                    | 15 018 | 100   |       |                |         |
| Fonte: Archivio storico delle elezioni - Ministero dell'Interno. |                                             |        |       |       |                |         |

### Nerviano
| Partito                                                          | Partito                                     | Voti   | %     | Seggi | Differenza (%) | /       |
| ---------------------------------------------------------------- | ------------------------------------------- | ------ | ----- | ----- | -------------- | ------- |
|                                                                  | Democrazia Cristiana                        | 3 476  | 31,39 | 10    | 6,11           | 2       |
|                                                                  | Partito Comunista Italiano                  | 2 089  | 18,87 | 6     | 8,59           | 3       |
|                                                                  | Lega Nord Lega Lombarda                     | 1 979  | 17,87 | 6     | -              | 6       |
|                                                                  | Partito Socialista Italiano                 | 1 940  | 17,52 | 6     | 0,86           | Stabile |
|                                                                  | Partito Repubblicano Italiano               | 561    | 5,07  | 1     | 0,09           | Stabile |
|                                                                  | Partito Socialista Democratico Italiano     | 399    | 3,60  | 1     | 1,80           | Stabile |
|                                                                  | Unità e Democrazia Socialista               | 256    | 2,31  | 0     | -              | -       |
|                                                                  | Democrazia Proletaria                       | 204    | 1,84  | 0     | -              | -       |
|                                                                  | Movimento Sociale Italiano-Destra Nazionale | 168    | 1,52  | 0     | 2,09           | 1       |
| Totale                                                           | Totale                                      | 11 072 | 100   | 30    |                |         |
| Votanti                                                          | Votanti                                     | 11 681 | 93,70 |       |                |         |
| Elettori                                                         | Elettori                                    | 12 466 | 100   |       |                |         |
| Fonte: Archivio storico delle elezioni - Ministero dell'Interno. |                                             |        |       |       |                |         |

### Nova Milanese
| Partito                                                          | Partito                                     | Voti   | %     | Seggi | Differenza (%) | /       |
| ---------------------------------------------------------------- | ------------------------------------------- | ------ | ----- | ----- | -------------- | ------- |
|                                                                  | Partito Socialista Italiano                 | 4 126  | 29,23 | 10    | 7,21           | 3       |
|                                                                  | Democrazia Cristiana                        | 3 975  | 28,16 | 9     | 2,39           | 1       |
|                                                                  | Partito Comunista Italiano                  | 3 519  | 24,93 | 5     | 5,44           | 2       |
|                                                                  | Lista Verde-Verdi Arcobaleno                | 1 002  | 7,10  | 2     | -              | 2       |
|                                                                  | Partito Socialista Democratico Italiano     | 589    | 4,17  | 1     | 1,48           | Stabile |
|                                                                  | Partito Repubblicano Italiano               | 362    | 2,56  | 0     | 0,61           | 1       |
|                                                                  | Partito Liberale Italiano                   | 316    | 2,24  | 0     | 0,75           | Stabile |
|                                                                  | Movimento Sociale Italiano-Destra Nazionale | 228    | 1,62  | 0     | 0,22           | Stabile |
| Totale                                                           | Totale                                      | 14 177 | 100   | 30    |                |         |
| Votanti                                                          | Votanti                                     | 14 873 | 93,17 |       |                |         |
| Elettori                                                         | Elettori                                    | 15 964 | 100   |       |                |         |
| Fonte: Archivio storico delle elezioni - Ministero dell'Interno. |                                             |        |       |       |                |         |

### Novate Milanese
| Partito                                                          | Partito                                     | Voti   | %     | Seggi | Differenza (%) | /       |
| ---------------------------------------------------------------- | ------------------------------------------- | ------ | ----- | ----- | -------------- | ------- |
|                                                                  | Partito Comunista Italiano                  | 4 677  | 32,48 | 10    | 2,97           | 1       |
|                                                                  | Democrazia Cristiana                        | 4 166  | 28,93 | 9     | 1,72           | Stabile |
|                                                                  | Partito Socialista Italiano                 | 3 793  | 26,34 | 8     | 2,53           | Stabile |
|                                                                  | Partito Repubblicano Italiano               | 813    | 5,65  | 1     | 0,86           | Stabile |
|                                                                  | Movimento Sociale Italiano-Destra Nazionale | 500    | 3,47  | 1     | 0,33           | Stabile |
|                                                                  | Democrazia Proletaria                       | 449    | 3,12  | 1     | 0,16           | 1       |
| Totale                                                           | Totale                                      | 14 398 | 100   | 30    |                |         |
| Votanti                                                          | Votanti                                     | 15 314 | 92,11 |       |                |         |
| Elettori                                                         | Elettori                                    | 16 625 | 100   |       |                |         |
| Fonte: Archivio storico delle elezioni - Ministero dell'Interno. |                                             |        |       |       |                |         |

### Paderno Dugnano
| Partito                                                          | Partito                                     | Voti   | %     | Seggi | Differenza (%) | /       |
| ---------------------------------------------------------------- | ------------------------------------------- | ------ | ----- | ----- | -------------- | ------- |
|                                                                  | Partito Comunista Italiano                  | 9 072  | 29,76 | 13    | 7,61           | 3       |
|                                                                  | Democrazia Cristiana                        | 8 270  | 21,13 | 12    | 3,46           | 1       |
|                                                                  | Partito Socialista Italiano                 | 5 893  | 19,33 | 8     | 2,97           | 1       |
|                                                                  | Lista Verde                                 | 1 506  | 4,94  | 2     | -              | 2       |
|                                                                  | Verdi Arcobaleno                            | 1 413  | 4,64  | 2     | -              | 2       |
|                                                                  | Partito Repubblicano Italiano               | 1 083  | 3,55  | 1     | 0,66           | Stabile |
|                                                                  | Partito Socialista Democratico Italiano     | 1 008  | 3,31  | 1     | 0,15           | Stabile |
|                                                                  | Movimento Sociale Italiano-Destra Nazionale | 877    | 2,88  | 1     | 1,00           | Stabile |
|                                                                  | Partito Liberale Italiano                   | 579    | 1,90  | 0     | -              | -       |
|                                                                  | Democrazia Proletaria                       | 557    | 1,83  | 0     | 1,31           | 1       |
|                                                                  | Lista Civica                                | 225    | 0,74  | 0     | -              | -       |
| Totale                                                           | Totale                                      | 30 483 | 100   | 40    |                |         |
| Votanti                                                          | Votanti                                     | 32 408 | 92,56 |       |                |         |
| Elettori                                                         | Elettori                                    | 35 013 | 100   |       |                |         |
| Fonte: Archivio storico delle elezioni - Ministero dell'Interno. |                                             |        |       |       |                |         |

### Parabiago
| Partito                                                          | Partito                                     | Voti   | %     | Seggi | Differenza (%) | /       |
| ---------------------------------------------------------------- | ------------------------------------------- | ------ | ----- | ----- | -------------- | ------- |
|                                                                  | Democrazia Cristiana                        | 6 981  | 43,88 | 14    | 1,41           | Stabile |
|                                                                  | Partito Socialista Italiano                 | 3 706  | 23,29 | 7     | 3,47           | 1       |
|                                                                  | Partito Comunista Italiano                  | 3 108  | 19,53 | 6     | 2,92           | 1       |
|                                                                  | Partito Repubblicano Italiano               | 621    | 3,90  | 1     | 0,21           | Stabile |
|                                                                  | Partito Socialista Democratico Italiano     | 601    | 3,78  | 1     | 0,84           | Stabile |
|                                                                  | Movimento Sociale Italiano-Destra Nazionale | 554    | 3,48  | 1     | 0,81           | Stabile |
|                                                                  | Democrazia Proletaria                       | 339    | 2,13  | 0     | 0,11           | Stabile |
| Totale                                                           | Totale                                      | 15 910 | 100   | 30    |                |         |
| Votanti                                                          | Votanti                                     | 17 022 | 92,22 |       |                |         |
| Elettori                                                         | Elettori                                    | 18 459 | 100   |       |                |         |
| Fonte: Archivio storico delle elezioni - Ministero dell'Interno. |                                             |        |       |       |                |         |

### Peschiera Borromeo
| Partito                                                          | Partito                                     | Voti   | %     | Seggi | Differenza (%) | /       |
| ---------------------------------------------------------------- | ------------------------------------------- | ------ | ----- | ----- | -------------- | ------- |
|                                                                  | Partito Comunista Italiano                  | 3 486  | 29,57 | 9     | 5,87           | 3       |
|                                                                  | Partito Socialista Italiano                 | 2 898  | 24,58 | 8     | 3,31           | 1       |
|                                                                  | Democrazia Cristiana                        | 2 618  | 22,21 | 7     | 2,64           | Stabile |
|                                                                  | Lista Verde-Verdi Arcobaleno                | 1 142  | 9,69  | 3     | 5,99           | 2       |
|                                                                  | Partito Repubblicano Italiano               | 786    | 6,67  | 2     | 1,13           | Stabile |
|                                                                  | Movimento Sociale Italiano-Destra Nazionale | 488    | 3,48  | 1     | 0,35           | Stabile |
|                                                                  | Partito Liberale Italiano                   | 222    | 1,88  | 0     | 0,59           | Stabile |
|                                                                  | Partito Socialista Democratico Italiano     | 150    | 1,27  | 0     | 1,41           | Stabile |
| Totale                                                           | Totale                                      | 11 790 | 100   | 30    |                |         |
| Votanti                                                          | Votanti                                     | 12 402 | 91,90 |       |                |         |
| Elettori                                                         | Elettori                                    | 13 495 | 100   |       |                |         |
| Fonte: Archivio storico delle elezioni - Ministero dell'Interno. |                                             |        |       |       |                |         |

### Pieve Emanuele
| Partito                                                          | Partito                                     | Voti   | %     | Seggi | Differenza (%) | /       |
| ---------------------------------------------------------------- | ------------------------------------------- | ------ | ----- | ----- | -------------- | ------- |
|                                                                  | Democrazia Cristiana                        | 2 775  | 29,47 | 7     | 3,35           | 1       |
|                                                                  | Partito Comunista Italiano                  | 2 419  | 25,69 | 6     | 5,94           | 1       |
|                                                                  | Partito Socialista Italiano                 | 2 018  | 21,43 | 5     | 1,57           | 1       |
|                                                                  | Lista Verde-Verdi Arcobaleno                | 979    | 10,40 | 2     | -              | 2       |
|                                                                  | Movimento Sociale Italiano-Destra Nazionale | 366    | 3,89  | 0     | 1,17           | 1       |
|                                                                  | Partito Socialista Democratico Italiano     | 325    | 3,45  | 0     | 0,64           | Stabile |
|                                                                  | Democrazia Proletaria                       | 287    | 3,05  | 0     | 0,81           | Stabile |
|                                                                  | Partito Repubblicano Italiano               | 247    | 2,62  | 0     | 0,46           | Stabile |
| Totale                                                           | Totale                                      | 9 416  | 100   | 20    |                |         |
| Votanti                                                          | Votanti                                     | 10 013 | 91,65 |       |                |         |
| Elettori                                                         | Elettori                                    | 10 925 | 100   |       |                |         |
| Fonte: Archivio storico delle elezioni - Ministero dell'Interno. |                                             |        |       |       |                |         |

### Rho
| Partito                                                          | Partito                                     | Voti   | %     | Seggi | Differenza (%) | /       |
| ---------------------------------------------------------------- | ------------------------------------------- | ------ | ----- | ----- | -------------- | ------- |
|                                                                  | Democrazia Cristiana                        | 11 216 | 31,17 | 14    | 3,16           | 1       |
|                                                                  | Partito Comunista Italiano                  | 6 709  | 18,64 | 8     | 6,04           | 2       |
|                                                                  | Partito Socialista Italiano                 | 5 935  | 16,49 | 7     | 1,89           | 1       |
|                                                                  | Lega Nord Lega Lombarda                     | 4 469  | 12,42 | 5     | -              | 5       |
|                                                                  | Lista Verde-Verdi Arcobaleno                | 1 955  | 5,43  | 2     | -              | 2       |
|                                                                  | Unità e Democrazia Socialista               | 1 814  | 5,04  | 2     | -              | 2       |
|                                                                  | Partito Socialista Democratico Italiano     | 1 138  | 3,16  | 1     | 6,84           | 3       |
|                                                                  | Partito Repubblicano Italiano               | 853    | 2,37  | 1     | 1,91           | Stabile |
|                                                                  | Partito Liberale Italiano                   | 741    | 2,06  | 0     | 0,21           | Stabile |
|                                                                  | Democrazia Proletaria                       | 586    | 1,63  | 0     | 1,14           | 1       |
|                                                                  | Movimento Sociale Italiano-Destra Nazionale | 569    | 1,58  | 0     | 1,71           | 1       |
| Totale                                                           | Totale                                      | 35 985 | 100   | 40    |                |         |
| Votanti                                                          | Votanti                                     | 37 882 | 91,53 |       |                |         |
| Elettori                                                         | Elettori                                    | 41 837 | 100   |       |                |         |
| Fonte: Archivio storico delle elezioni - Ministero dell'Interno. |                                             |        |       |       |                |         |

### Rozzano
| Partito                                                          | Partito                                     | Voti   | %     | Seggi | Differenza (%) | /       |
| ---------------------------------------------------------------- | ------------------------------------------- | ------ | ----- | ----- | -------------- | ------- |
|                                                                  | Partito Comunista Italiano                  | 11 150 | 42,34 | 19    | 2,98           | Stabile |
|                                                                  | Partito Socialista Italiano                 | 5 643  | 21,43 | 9     | 0,02           | Stabile |
|                                                                  | Democrazia Cristiana                        | 3 957  | 15,03 | 6     | 2,00           | 1       |
|                                                                  | Lista Verde-Verdi Arcobaleno                | 2 152  | 8,17  | 3     | -              | 3       |
|                                                                  | Partito Repubblicano Italiano               | 1 498  | 5,69  | 2     | 1,25           | 1       |
|                                                                  | Movimento Sociale Italiano-Destra Nazionale | 932    | 3,54  | 1     | 1,61           | 1       |
|                                                                  | Partito Socialista Democratico Italiano     | 536    | 2,04  | 0     | 1,30           | 1       |
|                                                                  | Democrazia Proletaria                       | 464    | 1,76  | 0     | 1,80           | 1       |
| Totale                                                           | Totale                                      | 26 332 | 100   | 40    |                |         |
| Votanti                                                          | Votanti                                     | 28 209 | 91,17 |       |                |         |
| Elettori                                                         | Elettori                                    | 30 942 | 100   |       |                |         |
| Fonte: Archivio storico delle elezioni - Ministero dell'Interno. |                                             |        |       |       |                |         |

### San Giuliano Milanese
Template:Infobox
| Partito                                                                                             | Partito                                     | Voti   | %      | Seggi | Differenza (%) | Differenza Seggi |
| --------------------------------------------------------------------------------------------------- | ------------------------------------------- | ------ | ------ | ----- | -------------- | ---------------- |
| | Partito Comunista Italiano                  | 8 526  | 38,72  | 17    | -6,46          | -2               |
| | Partito Socialista Italiano                 | 5 596  | 25,41  | 11    | +1,18          | +1               |
| | Democrazia Cristiana                        | 4 301  | 19,53  | 8     | +0,06          | Stabile          |
| | Federazione dei Verdi                       | 1 740  | 7,90   | 3     | -              | +3               |
| | Movimento Sociale Italiano-Destra Nazionale | 570    | 4,59   | 1     | -0,51          | Stabile          |
| | Partito Repubblicano Italiano               | 448    | 2,03   | 0     | -0,75          | -1               |
| | Partito Socialista Democratico Italiano     | 433    | 1,97   | 0     | +0,56          | Stabile          |
| | Democrazia Proletaria                       | 407    | 1,85   | 0     | -1,35          | -1               |
| Totale                                                                                              | Totale                                      | 22 021 | 100,00 | 40    |                |                  |
| Votanti                                                                                             | Votanti                                     | 23 228 | 90,71  |       |                |                  |
| Elettori                                                                                            | Elettori                                    | 25 608 | 100,00 |       |                |                  |
| Fonte: Archivio storico delle elezioni - Ministero dell'Interno, su elezionistorico.interno.gov.it. |                                             |        |        |       |                |                  |

Template:Elezioni
| Partito                   | Partito                                     | Voti            | %     | Seggi | Differenza (%)           | Template:Aumento/Template:Diminuzione |
| ------------------------- | ------------------------------------------- | --------------- | ----- | ----- | ------------------------ | ------------------------------------- |
|                           | Partito Comunista Italiano                  | formatnum:8526  | 38,72 | 17    | Template:Diminuzione6,46 | Template:Diminuzione2                 |
|                           | Partito Socialista Italiano                 | formatnum:5596  | 25,41 | 11    | Template:Aumento1,18     | Template:Aumento1                     |
|                           | Democrazia Cristiana                        | formatnum:4301  | 19,53 | 8     | Template:Aumento0,06     | Template:Stabile                      |
|                           | Lista Verde-Verdi Arcobaleno                | formatnum:1740  | 7,90  | 3     | -                        | Template:Aumento3                     |
|                           | Movimento Sociale Italiano-Destra Nazionale | formatnum:570   | 4,59  | 1     | Template:Diminuzione0,51 | Template:Stabile                      |
|                           | Partito Repubblicano Italiano               | formatnum:448   | 2,03  | 0     | Template:Diminuzione0,75 | Template:Diminuzione1                 |
|                           | Partito Socialista Democratico Italiano     | formatnum:433   | 1,97  | 0     | Template:Aumento0,56     | Template:Stabile                      |
|                           | Democrazia Proletaria                       | formatnum:407   | 1,85  | 0     | Template:Diminuzione1,35 | Template:Diminuzione1                 |
| Totale                    | Totale                                      | formatnum:22021 | 100   | 40    |                          |                                       |
| Votanti                   | Votanti                                     | formatnum:23228 | 90,71 |       |                          |                                       |
| Elettori                  | Elettori                                    | formatnum:25608 | 100   |       |                          |                                       |
| Fonte: Template:Cita news |                                             |                 |       |       |                          |                                       |

### Segrate
Template:Elezioni
| Partito                   | Partito                                     | Voti            | %     | Seggi | Differenza (%)           | Template:Aumento/Template:Diminuzione |
| ------------------------- | ------------------------------------------- | --------------- | ----- | ----- | ------------------------ | ------------------------------------- |
|                           | Partito Socialista Italiano                 | formatnum:5954  | 26,53 | 11    | Template:Aumento5,90     | Template:Aumento1                     |
|                           | Democrazia Cristiana                        | formatnum:5126  | 22,84 | 10    | Template:Diminuzione0,08 | Template:Stabile                      |
|                           | Partito Comunista Italiano                  | formatnum:4876  | 21,73 | 9     | Template:Diminuzione1,40 | Template:Diminuzione1                 |
|                           | Lista Verde-Verdi Arcobaleno                | formatnum:2017  | 8,99  | 4     | -                        | Template:Aumento4                     |
|                           | Partito Repubblicano Italiano               | formatnum:1857  | 8,28  | 3     | Template:Diminuzione4,23 | Template:Diminuzione2                 |
|                           | Partito Liberale Italiano                   | formatnum:1005  | 4,48  | 2     | Template:Diminuzione1,17 | Template:Stabile                      |
|                           | Movimento Sociale Italiano-Destra Nazionale | formatnum:901   | 4,02  | 1     | Template:Diminuzione1,91 | Template:Diminuzione1                 |
|                           | Democrazia Proletaria                       | formatnum:382   | 1,70  | 0     | Template:Diminuzione0,84 | Template:Diminuzione1                 |
|                           | Partito Socialista Democratico Italiano     | formatnum:321   | 1,43  | 0     | Template:Diminuzione5,24 | Template:Diminuzione2                 |
| Totale                    | Totale                                      | formatnum:22439 | 100   | 40    |                          |                                       |
| Votanti                   | Votanti                                     | formatnum:23579 | 90,72 |       |                          |                                       |
| Elettori                  | Elettori                                    | formatnum:25990 | 100   |       |                          |                                       |
| Fonte: Template:Cita news |                                             |                 |       |       |                          |                                       |

### Senago
Template:Elezioni
| Partito                   | Partito                                     | Voti            | %     | Seggi | Differenza (%)           | Template:Aumento/Template:Diminuzione |
| ------------------------- | ------------------------------------------- | --------------- | ----- | ----- | ------------------------ | ------------------------------------- |
|                           | Partito Comunista Italiano                  | formatnum:4814  | 38,58 | 13    | Template:Aumento1,10     | Template:Aumento1                     |
|                           | Partito Socialista Italiano                 | formatnum:3216  | 25,77 | 8     | Template:Diminuzione0,16 | Template:Stabile                      |
|                           | Democrazia Cristiana                        | formatnum:2604  | 20,87 | 7     | Template:Diminuzione1,99 | Template:Stabile                      |
|                           | Lista Verde-Verdi Arcobaleno                | formatnum:954   | 7,65  | 2     | -                        | Template:Aumento2                     |
|                           | Partito Socialista Democratico Italiano     | formatnum:344   | 2,76  | 0     | Template:Diminuzione1,35 | Template:Diminuzione1                 |
|                           | Movimento Sociale Italiano-Destra Nazionale | formatnum:216   | 1,73  | 0     | Template:Diminuzione0,82 | Template:Stabile                      |
|                           | Democrazia Proletaria                       | formatnum:172   | 1,38  | 0     | Template:Diminuzione2,68 | Template:Diminuzione1                 |
|                           | Partito Repubblicano Italiano               | formatnum:158   | 1,27  | 0     | Template:Diminuzione1,74 | Template:Diminuzione1                 |
| Totale                    | Totale                                      | formatnum:12478 | 100   | 30    |                          |                                       |
| Votanti                   | Votanti                                     | formatnum:13155 | 93,11 |       |                          |                                       |
| Elettori                  | Elettori                                    | formatnum:14128 | 100   |       |                          |                                       |
| Fonte: Template:Cita news |                                             |                 |       |       |                          |                                       |

Template:Elezioni comunali in Italia
Template:Portale